# Oberon (astronomia)
Oberon è il più esterno dei satelliti di Urano e il secondo per dimensioni.

## Storia
Oberon fu scoperto l'11 gennaio 1787 da William Herschel. Nella stessa occasione, l'astronomo tedesco scoprì anche Titania, il più grande dei satelliti di Urano. Herschel successivamente annunciò anche la scoperta di altri quattro satelliti, scoperta che si rivelò poi errata. Nei primi venticinque anni successivi alla loro scoperta, Oberon e Titania non furono osservati da nessun altro telescopio, anche se oggi sono alla portata di un buono strumento amatoriale.
Tutti i nomi dei satelliti di Urano derivano da personaggi delle opere di William Shakespeare o di Alexander Pope. Nel caso di Oberon, il nome deriva dalla commedia di Shakespeare Sogno di una notte di mezza estate, in cui Oberon è il re delle fate. Fu il figlio di William Herschel, John, a proporre questi nomi nel 1852 su richiesta di William Lassell, che aveva scoperto l'anno precedente altri due satelliti, Ariel e Umbriel.
Oberon fu inizialmente indicato come il secondo satellite di Urano e nel 1848 fu designato come Urano II da Lassel, anche se egli stesso occasionalmente utilizzava la numerazione introdotta da William Herschel dove Titania era indicata come Urano II e Oberon come Urano IV. Infine nel 1851 Lassel ordinò i quattro satelliti in funzione della loro distanza dal pianeta identificandoli con i numerali romani e da allora Oberon viene identificato come Urano IV.

## Orbita
Oberon orbita intorno a Urano a una distanza media di 584000 km ed è così il più lontano dei cinque satelliti principali del pianeta (gli altri sono Miranda, Ariel, Umbriel, Titania). La sua orbita è caratterizzata da una modesta eccentricità e inclinazione orbitale rispetto all'equatore di Urano. Il suo periodo orbitale è di circa 13,5 giorni, coincidente con il suo periodo di rivoluzione; pertanto la sua orbita è in rotazione sincrona, con la conseguenza di mostrare sempre la stessa faccia al suo pianeta.
L'orbita di Oberon rimane per una parte significativa del suo percorso al di fuori della magnetosfera di Urano, per cui la sua superficie viene direttamente colpita dal vento solare. Invece l'emisfero anteriore di un satellite che orbita all'interno della magnetosfera è soggetto al plasma magnetosferico, che è corotante con il pianeta. Questo bombardamento può portare all'inscurimento dell'emisfero anteriore, come è effettivamente osservato per tutti i satelliti di Urano con l'eccezione di Oberon.
Poiché Urano orbita intorno al Sole quasi di lato e poiché i suoi satelliti orbitano intorno al suo piano equatoriale, essi sono soggetti a un ciclo stagionale estremo. Sia il polo nord sia il polo sud trascorrono 42 anni nel buio completo, seguiti da 42 anni di luce continua, con il Sole che raggiunge lo zenit a ogni solstizio. Il sorvolo del Voyager 2 è coinciso con il solstizio estivo del 1986 dell'emisfero meridionale e pertanto l'intero emisfero settentrionale non era illuminato. Ogni 42 anni, quando Urano ha un equinozio e il suo piano equatoriale interseca quello terrestre, è possibile l'occultazione reciproca dei suoi satelliti. Un evento di questo tipo è stato osservato il 4 maggio 2007 quando Oberon ha occultato Umbriel.

## Composizione e struttura interna

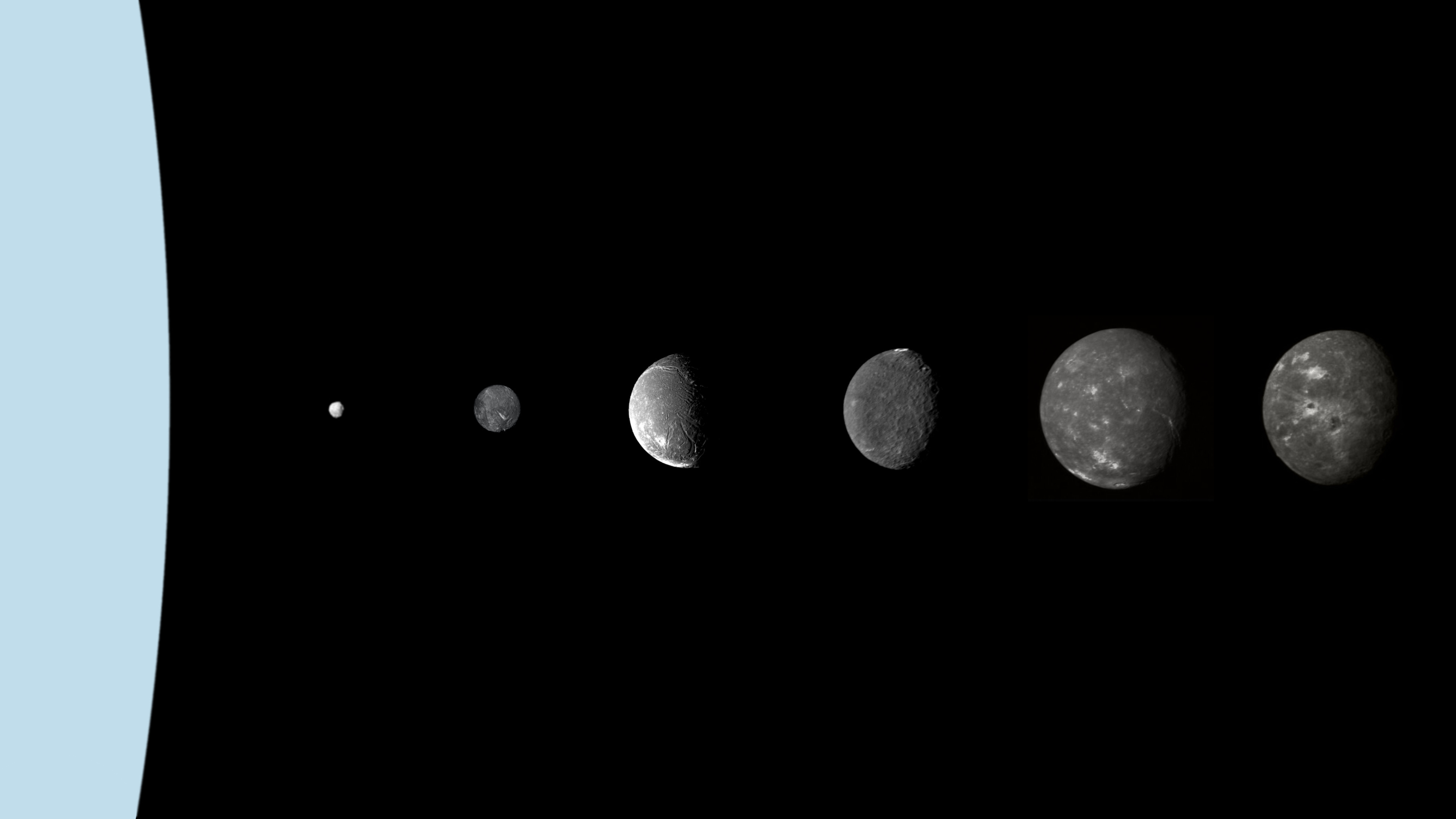
Le dimensioni di Urano e dei suoi satelliti: (da sinistra) Puck, Miranda, Ariel, Umbriel, Titania, Oberon. (Composizione da foto di Voyager 2).

Oberon è per dimensioni il secondo satellite di Urano, dopo Titania, e il decimo del sistema solare (dopo Ganimede, Titano, Callisto, Io, la nostra Luna, Europa, Tritone, Titania e Rea). La sua densità è di 1,63 g/cm³, più alta della densità tipica dei satelliti di Saturno, indicando che è costituito in proporzioni circa uguali di ghiaccio d'acqua e altri elementi non ghiacciati e più densi, tra cui rocce e materiali ricchi in carbonio inclusi i composti organici.
La presenza di ghiaccio d'acqua è supportata da osservazioni spettroscopiche che hanno rivelato la presenza di cristalli di ghiaccio sulla superficie del satellite. La presenza di bande di assorbimento dell'acqua è più forte nell'emisfero anteriore che in quello posteriore, che è l'esatto contrario di quello che avviene sugli altri satelliti di Urano. La causa di questa asimmetria non è nota, ma potrebbe essere legata agli effetti di modifica del suolo conseguenti a impatti meteoritici, che normalmente sono più diffusi sull'emisfero anteriore e che disperdono il ghiaccio della superficie lasciandosi dietro una fascia più scura di materiale non ghiacciato. Il materiale scuro potrebbe essere il risultato dell'effetto della radiazione sui clatrati di metano o dell'inscurimento dei composti organici sempre a causa dell'irraggiamento.
È possibile che in Oberon si sia differenziato un nucleo interno roccioso circondato da un mantello ghiacciato. In questo caso il raggio del nucleo (480 km) corrisponderebbe al 63% del raggio del satellite e la sua massa sarebbe il 54% di quella totale (i valori sono calcolati in base alla composizione del satellite). La pressione al centro di Oberon è di circa 0,5 GPa (5 000 bar). Lo stato attuale del mantello ghiacciato non è ancora chiaro. Se il ghiaccio contiene abbastanza ammoniaca o un altro anticongelante, Oberon potrebbe possedere uno strato liquido al confine tra il nucleo e il mantello. Lo spessore di questo oceano, sempreché esista, potrebbe raggiungere i 40 km e la sua temperatura i 180 K. È da notare tuttavia che la struttura interna di Oberon dipende fortemente dalla sua storia termica, che è attualmente poco conosciuta.
Nel 2023 la NASA ha annunciato che un gruppo di ricerca ha rianalizzato i dati della Voyager 2 e li ha messi a confronto con quelli di missioni successive attorno ad altri giganti gassosi, come la sonda Galileo, la New Horizons e la Cassini, giungendo alla conclusione che ci sono buone possibilità che Oberon e le altre tre maggiori lune di Urano ospitino un oceano di acqua liquida sotto la superficie. In particolare Titania e Oberon, le due lune più massicce, sono le migliori candidate per ospitare un oceano potenzialmente abitabile nel sottosuolo.

## Superficie

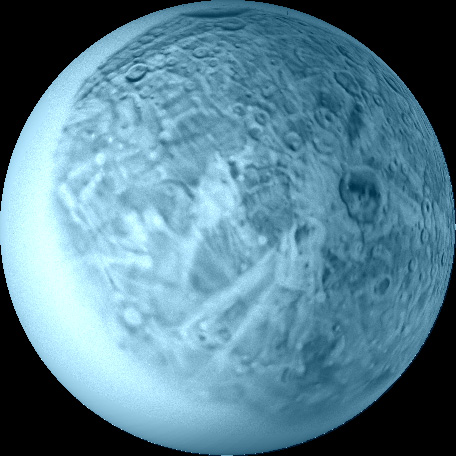
Immagine in falsi colori di Oberon ottenuta da elaborazione al computer. La regione in bianco è quella non fotografata dalla sonda Voyager 2. Il grande cratere centrale con il fondo scuro è Amleto; alla sua sinistra il cratere Otello mentre la Mommur Chasma si trova in alto a sinistra.

Oberon possiede una superficie ghiacciata e ricoperta di crateri, che non mostra tracce evidenti di attività tettonica, a parte la presenza di alcuni materiali scuri che sembrano ricoprire la superficie di alcuni crateri. Possiede almeno una montagna molto alta che raggiunge i 6000 m di altitudine, una altezza rilevante e pari a 7,8 millesimi del raggio del satellite di gran lunga superiore ai 1,4 millesimi del raggio terrestre che raggiunge l'Everest.
Oberon è il secondo satellite più scuro di Urano dopo Umbriel. La sua superficie mostra un forte effetto di opposizione: la sua riflettività decresce da un'albedo del 31% a un angolo di fase 0° fino al 22% a un angolo di circa 1°. Oberon ha una bassa albedo di Bond, attorno al 14%. La sua superficie è generalmente rossastra, tranne che nei depositi da impatti recenti che sono di colore neutro o bluastro. Oberon è infatti il più rosso tra i satelliti maggiori di Urano.
I suoi emisferi anteriore e posteriore sono asimmetrici nella colorazione: il secondo appare più rosso del primo perché contiene più materiale rosso scuro. L'arrossamento della superficie è spesso collegato all'erosione spaziale causata dal bombardamento della superficie da parte di particelle e micrometeoriti che hanno l'età del sistema solare. L'asimmetria di colore di Oberon è però più probabilmente collegata all'accrezione di materiale rossastro che spiraleggia dalle zone esterne del sistema di Urano, presumibilmente dai satelliti irregolari, e influisce soprattutto sull'emisfero anteriore.
Gli studiosi hanno identificato due classi di caratteristiche geologiche su Oberon: crateri da impatto e chasmata (profondi canyon o depressioni come le fosse tettoniche o le scarpate terrestri). La superficie di Oberon è la più craterizzata tra tutti i satelliti di Urano, con una densità di crateri che si approssima alla saturazione, cioè al punto in cui la formazione di nuovi crateri è bilanciata dalla distruzione di quelli più vecchi. Questa elevata craterizzazione indica che Oberon ha la superficie più antica tra i satelliti di Urano. Il diametro dei crateri arriva fino ai 206 km di Amleto, il più grande tra i crateri conosciuti. Da alcuni dei crateri maggiori si dipartono raggi di materiale espulso più chiaro che consiste principalmente di ghiaccio depositatosi in tempi recenti. Il fondo dei crateri maggiori come Amleto, Otello e Macbeth è coperto di materiale molto scuro depositatosi dopo la loro formazione.
Un picco alto circa 11 km è stato osservato in alcune immagini del Voyager vicino al bordo esterno meridionale di Oberon; potrebbe trattarsi del picco centrale di un grande bacino da impatto largo circa 37 km. La superficie di Oberon è intersecata da un sistema di canyon, che sono tuttavia meno diffusi di quelli trovati su Titania. Le fiancate dei canyon sono delimitate dalle normali scarpate (alcune definibili come graben), alcune delle quali appaiono antiche, altre recenti: su queste ultime sono presenti depositi brillanti provenienti da grandi crateri, indicanti che la loro formazione è recente. Il chasma più imponente è il Mommur Chasma.
La geologia di Oberon è stata influenzata da forze contrapposte: la formazione di crateri da impatto e il rimodellamento della superficie provocato da effetti endogeni. La prima è stata attiva durante l'intera vita del satellite ed è la principale responsabile del suo aspetto odierno. I processi endogeni, di natura tettonica, sono stati attivi per un periodo successivo alla formazione del satellite e hanno portato alla formazione dei canyon, risultanti da fessurazioni della crosta ghiacciata, che hanno in parte cancellato la vecchia superficie. La fessurazione della crosta è stata causata da un'espansione di Oberon dello 0,5% avvenuta in due fasi corrispondenti ai vecchi e nuovi canyon.
La natura delle chiazze scure, presenti soprattutto nell'emisfero anteriore e all'interno dei crateri, non è ben nota. Secondo alcuni esse sono di origine criovulcanica come i mari lunari, mentre altri ritengono che gli impatti abbiano portato in superficie del materiale più scuro interrato al di sotto della crosta ghiacciata. Nel secondo caso Oberon dovrebbe essere almeno parzialmente differenziato, con la crosta ghiacciata disposta al di sopra dell'interno non differenziato.

## Esplorazione
Le uniche immagini ravvicinate di Oberon sinora disponibili provengono dalla sonda Voyager 2, che ha fotografato la superficie del satellite nel corso del suo fly-by del sistema di Urano, il 24 gennaio 1986.
La distanza minima di avvicinamento della sonda è stata di 470600 km permettendo di ottenere immagini con una risoluzione massima di circa 6 km. Le immagini coprono circa il 40% della superficie, ma solo per il 25% di essa è stato possibile ottenere una risoluzione sufficiente per produrre una mappatura geologica del satellite. All'epoca del sorvolo infatti l'emisfero meridionale di Oberon era rivolto verso il Sole, cosicché l'emisfero settentrionale risultava troppo scuro per poter essere studiato.
Nessun altro veicolo spaziale oltre alla Voyager 2 ha mai visitato Urano (e Oberon), anche se negli anni 2010 sono state presentate diverse proposte, al momento non accettate per gli alti costi di una missione di così lungo raggio. L'interesse per Oberon è derivato dalla possibile presenza di un oceano di acqua liquida al suo interno, tra nucleo e mantello.
Il programma Uranus orbiter and probe, proposto dalla NASA nel 2011 prevedeva il lancio per gli anni 2020-2023, e potrebbe approfondire la conoscenza dei satelliti di Urano tra cui Miranda. La missione era il terzo programma a più alta priorità degli anni 2013-2022, ma è tuttavia stato messo in attesa perché a priorità più bassa rispetto a quelli per Marte ed Europa, la luna di Giove.
Un'altra proposta della NASA per visitare Urano e le sue lune è OCEANUS, il cui lancio avverrebbe verso il 2030 con arrivo nel sistema di Urano nel 2041. Da canto sua invece l'ESA ha proposto ODINUS, il cui lancio sarebbe previsto nel 2034 con arrivo 9 anni dopo nel sistema uraniano, e MUSE (Mission to Uranus for Science and Exploration), che verrebbe lanciata nel 2026 con arrivo dalle parti di Urano nel 2044.. Uranus Pathfinder, con lancio previsto nel 2025 e arrivo nel sistema uraniano nel 2037, è invece una proposta britannica per una missione sviluppata sia dalla NASA che dall'ESA e il cui lancio sarebbe previsto nel 2025. Sia NASA che ESA concordano che missioni future debbano prevedere un orbiter che potrebbe così studiare per lungo tempo il sistema uraniano e le sue lune con risultati che sarebbero certamente più significativi rispetto a quelli di missioni che prevedono il solo sorvolo ravvicinato, come fu quello della Voyager 2.